# Vi Ỷ San
Vi Ỷ San là một ngôi sao nhạc pop người Philippines gốc Bồ Đào Nha, cô được biết đến nhiều nhất với tác phẩm kinh điển Cantopop năm 1990 "Gặp nhau hà tất từng quen biết" song ca cùng với Tưởng Chí Quang.
Vào tháng 2 năm 2013, Vi Ỷ San được ca sĩ Nhan Liên Võ mời đồng tổ chức chương trình âm nhạc "D100 Keep on Singing" trên đài mạng "D100".
Năm 2014, Vi Ỷ San được người bạn thân thiết Tưởng Chí Quang mời tham gia bộ phim truyền hình "Anh họ, cố lên!" phần 2.

## Sự nghiệp và đời tư

### Sự nghiệp
Quá trình ca hát của Vi Ỷ San bắt đầu vào năm 1978 để tham gia cuộc thi hát nghiệp dư trên truyền hình không dây, giành ngôi vị Á quân. Sau đó, cô tham gia kí hợp đồng trong vòng một năm với hãng thu âm EMI Records. Năm 1982, Vi Ỷ San tham gia cuộc thi âm nhạc Tân Tú lần thứ nhất dưới cái tên Rita Maria Carpio với bài hát hát "Sexy Music" và giành ngôi vị Á quân. Quán quân của năm đó là cố nghệ sĩ Mai Diễm Phương.  Sau cuộc thi, Vi Ỷ San ký hợp đồng với công ty Hoa tinh xướng phiến (Capital Artists).  Tuy nhiên, vì công ty đã dành phần lớn nguồn lực của mình cho Mai Diễm Phương nên Vi Ỷ San đề xuất chấm dứt hợp đồng vào năm 1984.
Những năm 1985 đến năm 1986, công ty thu âm Ngân hà xướng phiến đã cố tình mời cô phát hành bản thu âm và đến Đài Loan để phát triển. Từ năm 1988 đến 1989, cô đã xuất bản hai album nhạc bằng tiếng Anh tại Đài Loan với nghệ danh Mễ Thị và bản thu âm đầu tiên đạt được kết quả khả quan. Sau khi công khai album thứ hai, cô không còn gia hạn hợp đồng với công ty và do nhớ gia đình, nên cô đã quay trở lại Hồng Kông phát triển vào cuối năm 1989. Sau khi sinh con gái lớn vào năm 1996, Vi Ỷ San quyết định rút hoàn toàn khỏi ngành giải trí để chăm sóc con gái.  Mãi đến những năm 2010, cô mới quay lại với sự nghiệp ca hát.
Năm 2016, cô trở lại tham gia bộ phim truyền hình "Anh họ, cố lên!" phần 3. Vào ngày 1 tháng 11 năm 2017, đã kết thúc hợp đồng với TVB.

### Đời tư
Vi Ỷ San từng kết hôn và có hai con gái nhưng hiện cô đã ly hôn và đang độc thân.

## Tác phẩm âm nhạc

### Album
| Ngày phát hành            | Album |
| Năm 1986                  | Tâm lý đãng đãng chuyển /tâm trung đích bí mật （quốc ）（dữ oa oa hợp tập ） 心裏氹氹轉/心中的秘密（國）（與娃娃合輯） - Mini album - Công ty thu âm: Vĩnh Thanh xướng phiến (永声唱片) |
| Năm 1988                  | Days of Sunshine（Lai tự dương quang đích tiểu nữ nhân） Days of Sunshine（来自阳光的小女人） - Album tiếng Anh đầu tiên - Công ty thu âm: Ngân Hà xướng phiến (银河唱片)                |
| Năm 1989                  | High Cost of Loving（Vô giá đích ái） High Cost of Loving（无价的爱） - Album tiếng Anh thứ hai - Công ty thu âm: Ngân Hà xướng (银河唱片)                                               |
| Tháng 12 năm 1990         | Cách mệnh 革命 - Công ty thu âm: Vĩnh Cao Sang Ý (永高創意) |
| Tháng 8 năm 1991          | Remix - Album phối lại đầu tiên - Công ty thu âm: Vĩnh Cao Sang Ý (永高創意) |
| Tháng 1 năm 1993          | Love Me Once Again - Album tiếng Quảng Đông thứ hai - Công ty thu âm: Vĩnh Cao Sang Ý (永高創意)                                                                                         |
| Năm 1994                  | Giải phóng 解放 - Album tiếng Quảng Đông thứ ba - Công ty thu âm:Hải Ngạn Ngu Nhạc (海岸娛樂)                                                                                            |
| Ngày 16 tháng 11 năm 2014 | Truyện kỳ cự thanh (Biên soạn với Tưởng Chí Quang) 傳奇巨聲（與蔣志光合輯） - Tinh tuyển tập - Công ty thu âm：Hoàn tinh âm nhạc (環星音樂)                                              |
| Ngày 26 tháng 7 năm 2016  | Ỷ lệ nhân sinh 綺麗人生 - Album tiếng Quảng Đông thứ tư - Công ty thu âm: Duy Cao Văn Hoá (維高文化)                                                                                     |

### Bài hát khác
| Năm  | Bài hát                                                      | Giải thích                                                                      | Liệt kê album                                         |
| ---- | ------------------------------------------------------------ | ------------------------------------------------------------------------------- | ----------------------------------------------------- |
| 1990 | Gặp nhau hà tất từng quen biết （quốc ）相逢何必曾相識（國） | Song ca cùng với Tưởng Chí Quang                                                | Phương tâm 放心                                       |
| 1992 | Cựu bằng hữu 舊朋友                                          | Đồng ca: Tưởng Chí Quang, Trương Trí Lâm, Hứa Thu Di, Huỳnh Bảo Hân, Cam Tử Huy | Tưởng Chí Quang dữ tha đích bằng hữu 蔣志光與他的朋友 |
| 1992 | Nhưng nguyện ý đẳng 仍願意等                                 | Song ca cùng với Tưởng Chí Quang                                                | Tưởng Chí Quang dữ tha đích bằng hữu 蔣志光與他的朋友 |
| 1992 | Tương phùng hận vãn 相逢恨晚                                 | Song ca cùng với Huỳnh Khải Cần                                                 | Truyện văn 傳聞                                       |
| 2014 | Chúc phúc Hương Cảng （Phiên bản A） 祝福香港（版本A)        | Quần tinh hợp xướng                                                             |                                                       |
| 2014 | Chúc phúc Hương Cảng （Phiên bản B） 祝福香港（版本B）       | Quần tinh hợp xướng                                                             |                                                       |

### Video âm nhạc
| Năm  | Bài hát                                                                    | Giải thích                                                                      |
| ---- | -------------------------------------------------------------------------- | ------------------------------------------------------------------------------- |
| 1990 | Gặp nhau hà tất từng quen biết 相逢何必曾相識                              | Song ca cùng với Tưởng Chí Quang                                                |
| 1990 | Gặp nhau hà tất từng quen biết (Quốc) 相逢何必曾相識（國）                 | Song ca cùng với Tưởng Chí Quang                                                |
| 1990 | Nhật nguyệt dạ tinh dã vô hối 日月夜星也無悔                               |                                                                                 |
| 1991 | Quỵ tại đại môn hậu 跪在大門後                                             |                                                                                 |
| 1991 | Vạn biến hy vọng tại minh thiên （Bản hợp xướng） 萬遍希望在明天（合唱版） | Song ca cùng với Tưởng Chí Quang                                                |
| 1992 | Cựu bằng hữu 舊朋友                                                        | Đồng ca: Tưởng Chí Quang, Trương Trí Lâm, Hứa Thu Di, Huỳnh Bảo Hân, Cam Tử Huy |
| 1992 | Nhưng nguyện ý đẳng 仍願意等                                               | Song ca cùng với Tưởng Chí Quang                                                |
| 1992 | Ngô phạ nhĩ gia 唔怕你加                                                   |                                                                                 |
| 1993 | Vi hà bất cảm tiêu sái đích ly khai 為何不敢瀟灑的離開                     |                                                                                 |
| 1994 | Nữ nhân mộng 女人夢                                                        |                                                                                 |
| 1994 | Kim sắc 金色                                                               |                                                                                 |
| 1994 | Ngã phong ngã si 我瘋我痴                                                  |                                                                                 |

## Phim đã tham gia
| Năm  | Tên phim tiếng Việt | Tên phim tiếng Anh       | Tên phim tiếng Trung | Vai diễn                     |
| ---- | ------------------- | ------------------------ | -------------------- | ---------------------------- |
| 2014 | Anh họ, cố lên! 2   | Oh My Grad               | 老表，你好hea！      | Trần Ỷ San                   |
| 2015 | Không siêu thoát    | Knock Knock Who's There? | 有客到               | Chủ cửa hàng hoa (Khách mời) |
| 2017 | Anh họ, cố lên! 3   | Come On, Cousin          | 老表，畢業喇！       | Mai Lệ Bảo                   |